# Peter Lambeck

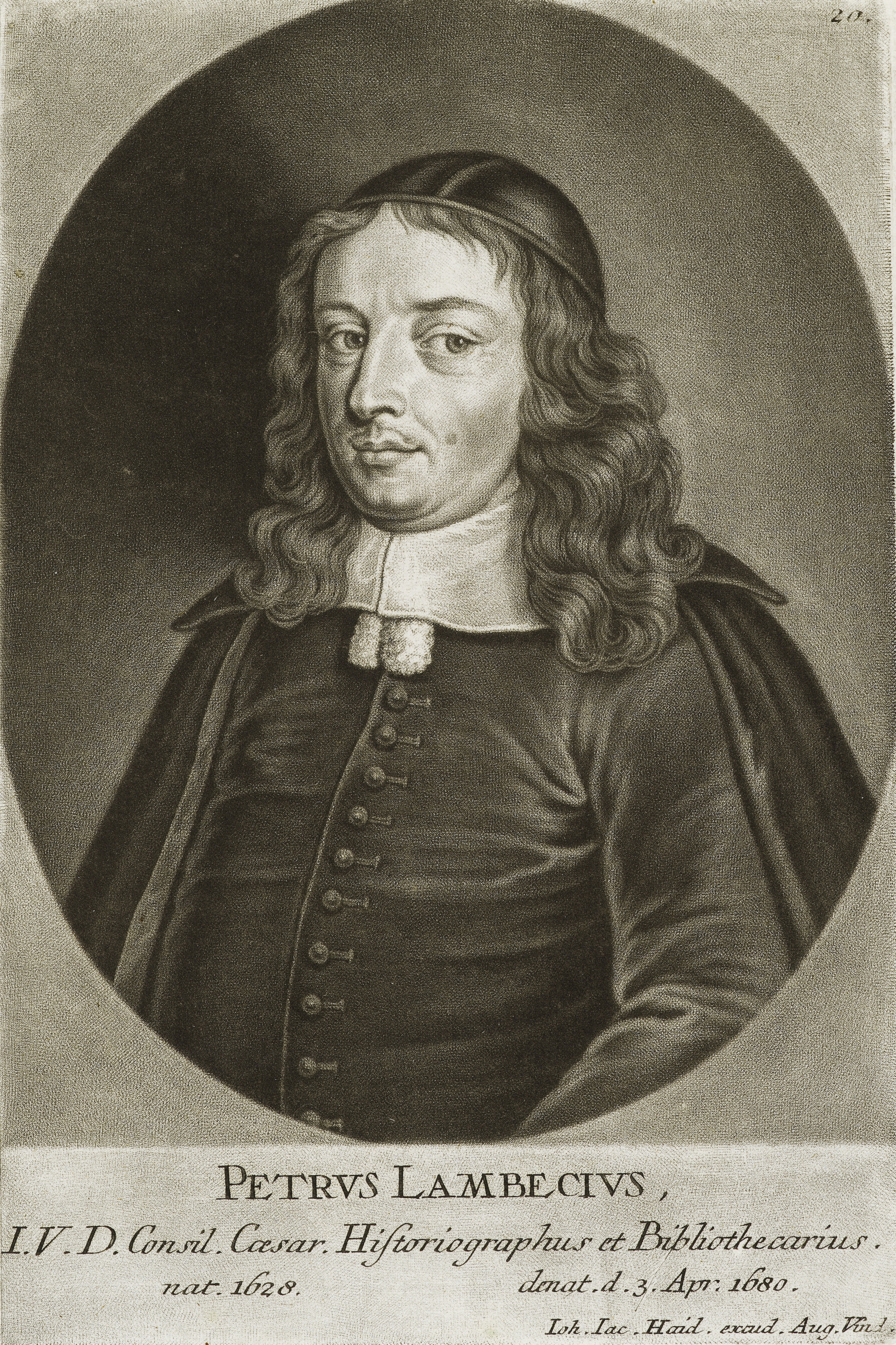
Peter Lambeck, zeitgenössischer Stich von Johann Jacob Haid

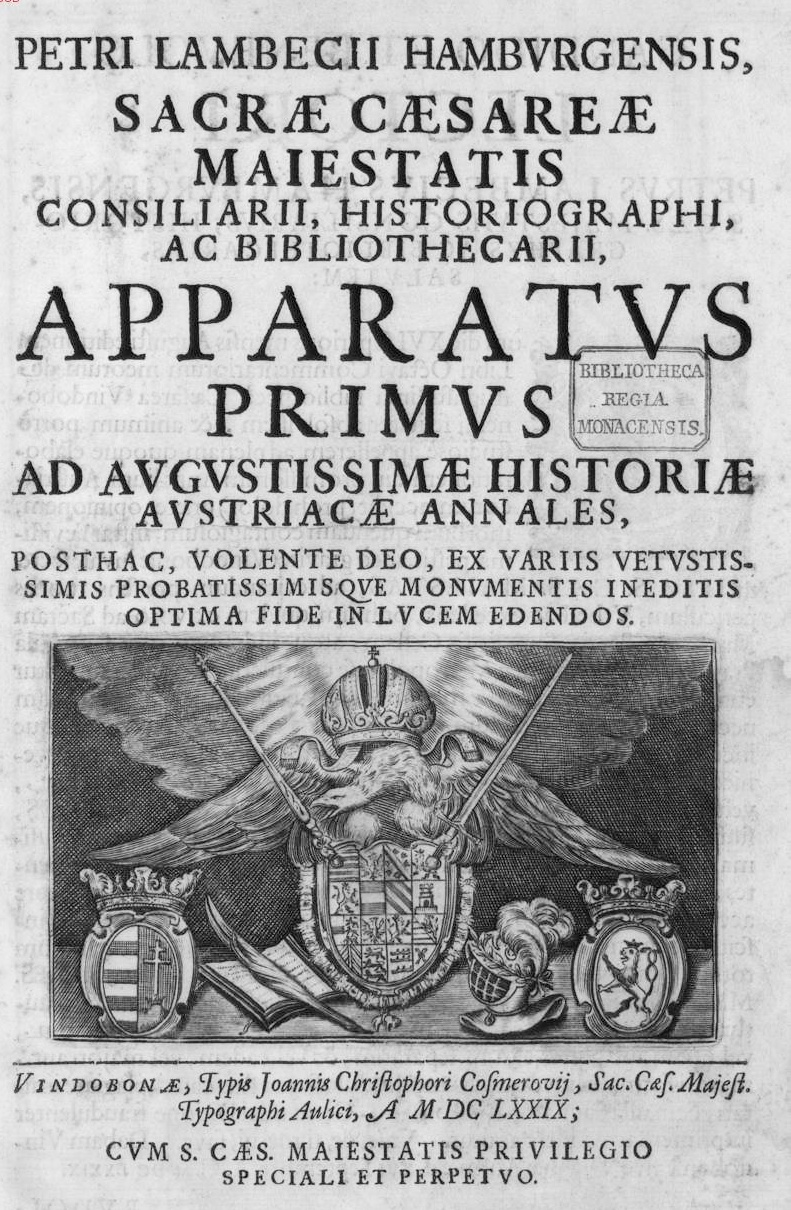
Titelseite eines Werkes von Peter Lambeck

Peter Lambeck (latinisiert Lambeccius; * 13. April 1628 in Hamburg; † 4. April 1680 in Wien) war ein Historiker und Bibliothekar.

## Leben und Wirken
Peter Lambeck wurde als Sohn des Lehrers Heino Lambeck (1586–1661) und seiner Ehefrau, einer geborenen Holste, geboren. Die Mutter war die Schwester des berühmten Konvertiten und vatikanischen Bibliothekars Lukas Holste (Holstenius), der Vater wirkte als Schulmeister an der lutherischen St. Jacobi-Kirchenschule in Hamburg und verfasste mehrere Lehrbücher für Schüler.
Lambeck besuchte ab 1644 das Gymnasium seiner Heimatstadt Hamburg, ging Ende 1645 nach Amsterdam später nach Leiden und Paris. Er entschloss sich zum Studium der Rechtswissenschaft und begab sich nach Rom zu seinem Onkel, wo er sich bereits 1647 heimlich dem katholischen Glauben zuwandte. 1649 verließ er die Stadt und studierte in  Toulouse. Am 20. August 1650 erwarb er in Bourges den Grad eines Doktors der Rechte.
Der Jurist kehrte in seine Vaterstadt zurück und wurde am 2. Dezember 1651 zum Professor der Geschichte am Johanneum und dem Akademischen Gymnasium ernannt. Als Lehrer und Geisteswissenschaftler arbeitete er hier sehr verdienstvoll und tatkräftig. Nach dem Tod von Professor Joachim Jungius übertrug man ihm 1659 auf Lebensdauer dessen Stelle als Rektor der Anstalt, welche er am 12. Januar 1660 antrat.

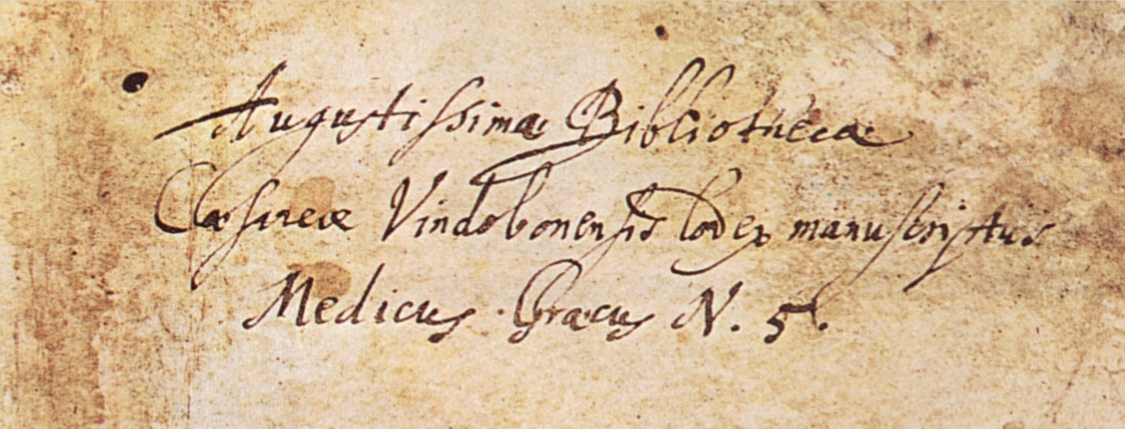
Besitzvermerk und Signatur der Hofbibliothek im Wiener Dioskurides, eingetragen von Lambeck

Wegen zum Katholizismus hinneigender Äußerungen in seinen „Origines Hamburgenses“ musste er sich 1661 vor den städtischen Räten verantworten, worauf er noch vor Abschluss der Angelegenheit am 25. April 1662 Hamburg verließ. Sein Entschluss wurde erleichtert durch eine unglückliche Ehe, die er kurz zuvor eingegangen war. Über Wien, wo er am 16. Mai von Kaiser Leopold I. in Audienz empfangen wurde, reiste er weiter nach Venedig. Von hier aus verzichtete er brieflich auf alle Schulämter in Hamburg und reiste weiter  nach Rom. Dort konvertierte er öffentlich zur katholischen Kirche, kehrte am 28. Oktober 1662 wieder nach Wien zurück und leistete am 14. Dezember den Diensteid als kaiserlicher Historiograph und Vize-Bibliothekar. Als der bisherige Bibliothekar der Hofbibliothek, Matthäus Mauchter (1608–1664), am 26. Mai 1663 seine Stelle aufgab, trat Lambeck die Nachfolge an. Im August 1665 begleitete er den Kaiser, der ihn oft in der Bibliothek besuchte und durch seine besondere Huld auszeichnete, auf einer Wallfahrt nach Mariazell in der Steiermark, welche Lambeck in dem Buch „Diarium sacri itineris Cellensis“ (Wien 1660, 270 S.) ausführlich beschrieben hat. Eine weitere Reise führte ihn an der Seite des Monarchen nach Innsbruck, bei welcher Gelegenheit er die Buchsammlung auf Schloss Ambras untersuchte und die Überführung von ca. 2000 Werken – darunter viele kostbare Handschriften –  in die Wiener Hofbibliothek veranlasste. Durch diese und andere Bestandsvermehrungen sowie durch bessere Ordnung der Bibliothek, durch genauere Beschreibung ihrer Schätze und Beseitigung mancher Missstände hat sich Peter Lambeck dort sehr bedeutende Verdienste erworben. Für den historisch sehr interessierten Kaiser kümmerte sich der Bibliothekar außerdem um dessen Antiquitäten und Münzen. 1676 trat er in den Ruhestand und der Monarch belohnte ihn aus diesem Anlass mit einer Gratifikation in Höhe von 5000 Gulden, die er bei seiner Finanzbehörde mit den Worten begründete: „Es ist ein gar fleissiger Mann und hat wohl eine Gnad verdient.“ (Hof-Finanz-Akt vom 25. Mai 1676.)
Lambeck selbst besaß in Hamburg eine ansehnliche, aus etwa 3000 Büchern und mehr als 200 wertvollen und seltenen griechischen, lateinischen und deutschen Handschriften bestehende Bibliothek, die er deutlich unter Preis der kaiserlichen Bibliothek in Wien zukommen ließ.
Er starb 1680 in Wien an der Wassersucht, womit vermutlich Diabetes gemeint ist. In seinem vom 21. Juni 1678 datierten Testament setzte er seine Hausgenossen, den Doktor der Rechte und Hof-Gerichtsadvokaten Peter Strellmayr mit seiner Gattin, zu Universalerben ein und  empfahl sie der Huld seines kaiserlichen Herrn, da sie ihm „mehr als kindliche Liebe und Gedult“ entgegengebracht hätten.
Noch im Tode sorgt er sich darum, dass aus der Hinterlassenschaft „alle diejenige Bücher, welche ohnstreitig zu der Kayserlichen Hoff-Bibliothec schon vorhin gehört haben und noch gehören, neben denen Bibliothec-Schlüsseln und andern dazu gehörigen Bibliothec-Sachen fürderlichst und ohn Verzug denen dazu deputirten Herren wol überliefert, und folgende alsbald und ohnmittelbahr, damit nichts davon komme, in die oberwehnte Kayserliche Hoff-Bibliothek hineingebracht, und deroselben wiederrumb einverleibet werden mögen.“
Außerdem denkt er in seinem letzten Willen an die Handwerker, welche für die Hof-Bibliothek tätig waren und eventuell um ihren Lohn kommen könnten: „Daneben bitte ich auch noch dieses in aller Unterthänigkeit, wofern nach meinem Tode, sowol wegen Einbindung deren zu Ihrer Hoff-Bibliothec gehörigen Bücher, wie auch bei denen Buchhändlern und Buchdruckern, oder auff einige Art und Weise in Ihro Kayserl, Majestät nottwendigen und nützlichen Diensten, noch ettwa rückstendige Schuldenbezahlung würde befunden werden, dasz Höchstwolgedachte Kayserliche Majestät in Betrachtung Ihrer Selbsteigenen hohen Ehre, und zur Rettung meines redlichen Namens, solche ohnverzögerlich und mit ehesten durch Ihren Cammer-Zahlmeister allergnädigst wollen entrichten und völlig abthun lassen; welches alles dann Gott der Allmächtige Deroselben, wie ich von Grund meines Hertzens wünsche und bitte, zeitlich und ewig durch tausendfältigen Segen und Gnad überflüssig belohnen wird.“

## Werke
- Prodromus historiae literariae, et Tabula duplex chronographica universalis. Hamburgi, Sumptibus Autoris, 1659. Curante Jo. Alberto Fabricio […], Hamburgi 1710.
- Commentarii de Augustiss. Bibliotheca Caesarea Vindobonensi, 8 Bände, 1665–79.
- Petri Lambecii Hamburgensis Commentariorum de Augustissima Bibliotheca Caesarea Vindobonensi. Wien, 1766–1782. 8 Bde., hrsg. von Adam F. Kollár.